# Novel·la històrica
La novel·la històrica és un gènere de la literatura narrativa que va sorgir durant el Romanticisme, amb l'obra de Walter Scott. El gust pel passat medieval heroic va portar a ambientar-hi les novel·les. Des de llavors, han proliferat les històries ambientades en diferents períodes dirigides a un públic massiu.
Es busca recrear l'ambient d'època, sovint amb documentació per part de l'autor, si bé és més important la versemblança narrativa que el rigor històric, ja que es tracta d'obres de ficció. Per a alguns crítics, es tracta d'una novel·la de gènere de qualitat menor, però la seva enorme varietat temàtica i estructural en fa difícil fer un judici global. Moltes d'elles intenten donar un missatge sobre el present a través de l'exemple del passat, en d'altres el que prima és l'exotisme d'una societat diferent de la del lector. Una variant contemporània que ha esdevingut un gènere independent és l'obra que planteja una història alternativa, la ucronia. Els subgèneres canònics més comuns de la novel·la històrica són la novel·la històrica romàntica i la de misteri, 
Entre els crítics d'aquest gènere destaca György Lukács, marxista, qui va definir la relació entre la novel·la històrica i el present del lector.

## Alguns autors i obres destacades
- Walter Scott, Ivanhoe (1820)
- Alexander Qazbeghi, El parricida (1882)
- Gustave Flaubert, Salambó
- Victor Hugo, Els miserables
- Patrick Süskind, El perfum
- Umberto Eco, El nom de la rosa
- Benito Pérez Galdós, Episodios Nacionales (sèrie)
- Mark Twain, Un ianqui a la cort del Rei Artús
- Ken Follet, Els pilars de la Terra
- Marguerite Yourcenar, Memòries d'Adrià

En català:
- Albert Sánchez Piñol, Victus
- Antoni de Bofarull, La orfaneta de Menargues o Catalunya agonisant
- Alfred Bosch, 1714
- Elena Gavarró, Sota terra (històrica per context)
- Lluís Racionero, L'últim càtar
- Ivan Vera, Àunia